# دانشگاه لاپلند
دانشگاه لاپلاند در شهر روانیمی در فنلاند واقع شده‌است. این دانشگاه در سال ۱۹۷۹ تأسیس شد.
دانشگاه لاپلاند در شمالی‌ترین نقطه از نظر جغرافیایی، در اتحادیه ی اروپا محسوب می‌شود.
این دانشگاه در دایرهٔ قطب شمال واقع شده‌است و دارای ۶۴۷ کارمند در بخش اداری می‌باشد.
دانشگاه لاپلاند دارای طیف گسترده‌ای از مقاطع کارشناسی، کارشناسی ارشد و دکتری می‌باشد.
علاوه بر وجود دانشکده‌ها، مرکز شمالگان یا Arctic Center نیز در کنار دانشگاه فعالیت می‌کند
این مرکز به مطالعات و تحقیقات مربوط به منطقهٔ شمالگان می‌پردازد. اتحادیه ی اروپا تصمیماتی را
در زمینهٔ راهبردهای کاربردی برای شمالگان، برنامه‌ریزی کرده‌است.
این تصمیمات شامل بندهایی است که پس از تأسیس مرکز اطلاعاتی شمالگان در اروپا، به
عنوان یک شبکهٔ ارتباطی مسئول به وجود آمده‌است. این مرکز دارای یک دفتر دائمی در دانشگاه لاپلاند در روانیمی می‌باشد.
همچنین یک زیرمجموعه به نام مؤسسهٔ گردشگری و تجارت در کنار دانشگاه فعالیت می‌کند.

## تاریخچه
دانشگاه لاپلاند در سال ۱۹۷۹ تأسیس شد. قوانین مربوط به دانشگاه در اول مارچ سال ۱۹۷۹ در پارلمان فنلاند تصویب شد.
در این سال دانشکدهٔ آموزش و پرورش و دانشکدهٔ حقوق در کنار کتابخانه راه‌اندازی شد. سپس در سال ۱۹۸۲ دانشکدهٔ علوم اجتماعی به مجموع دانشکده‌ها اضافه شد. در سال ۱۹۸۳ مرکز آموزش زبان تأسیس گردید و دانشکدهٔ آموزش و پرورش نیز تکمیل شد. در سال ۱۹۸۵ مؤسسهٔ تحقیقات محیطی و تحقیقات مربوط به اقلیت‌ها تأسیس شد.
در سال ۱۹۸۷ پس از تکمیل شدن اولین مرحلهٔ ساخت و ساز ساختمان اصلی، دانشگاه لاپلاند به محوطهٔ اختصاصی خود دست پیدا کرد. در سال ۱۹۸۹ مرکز شمالگان تأسیس شد. در سال ۱۹۹۰ دانشکدهٔ هنر و طراحی آغاز به کار کرد. در سال ۱۹۹۱ دانشکدهٔ لاپلاند درتاریخ اول ژانویه به دانشگاه لاپلاند تبدیل شد. در سال ۱۹۹۲ اولین مراسم اهدای مدارک تحصیلی در تاریخ چهارم تا ششم جون برگزار شد و دومین مرحلهٔ ساخت و ساز ساختمان اصلی دانشگاه نیز تکمیل شد. در سال ۱۹۹۶ مؤسسهٔ هنر و صنایع دستی در کنار دانشکدهٔ هنر تأسیس شد.
در سال ۱۹۹۷ مؤسسهٔ تحقیقات محیطی و مطالعات اقلیت‌ها در اول مارچ در کنار مرکز شمالگان راه‌اندازی شد. در سال ۱۹۹۹ دانشگاه لاپلاند مراسم بیستمین سالگرد تأسیس خود را برگزار کرد. این مراسم برای اولین بار برگزار شد و دومین مراسم اهدای مدارک در تاریخ سوم تا پنجم جون برگزار گردید. در سال ۲۰۰۰ مدرسهٔ آموزش معلمان به مکان جدیدی تغییر پیدا کرد. در سال ۲۰۰۴ سومین مراسم اهدای مدارک تحصیلی در تاریخ بیست و هفتم تا بیست و نهم ماه می برگزار شد. دانشکدهٔ گردشگری نیز در این سال تأسیس گردید.
در سال ۲۰۰۵ خدمات منطقه‌ای دانشگاه لاپلاند در اول آگوست کار خود را آغاز کرد. واحد تأسیس شدهٔ جدید شامل خدمات آموزشی و توسعه‌ای، خدمات نوآورانه، توسعهٔ محلی، خدمات تحقیقاتی و منطقه‌ای می‌باشد. در سال ۲۰۰۶ سومین مرحلهٔ ساخت و ساز ساختمان دانشگاه نیز تکمیل شد و دانشکدهٔ هنر و طراحی به محوطهٔ سایر دانشکده‌ها منتقل شد. رئیس سابق دانشگاه، پروفسور اسکو ریپولا بازنشسته شد و پروفسور موری اولاً کوتولا به سمت ریاست دانشگاه در تاریخ اول آگوست برگزیده شد.

## رشته‌های ارائه شده در دانشکده‌های مختلف
دانشگاه لاپلاند به ۴ دانشکده به همراه رشته‌های زیر تقسیم می‌شود:

### دانشکده هنر و طراحی
- آموزش هنر
- سمعی و بصری
- طراحی لباس
- طراحی گرافیک
- طراحی صنعتی
- طراحی پارچه و لباس

### دانشکدهٔ آموزش و پرورش
- آموزش بزرگسالان
- کلاس‌های آموزش معلمان
- آموزش و پرورش
- مطالعات جنسیت
- آموزش و پرورش رسانه

### دانشکدهٔ علوم اجتماعی
- علوم اداری
- روانشناسی کاربردی
- روابط بین‌الملل
- مدیریت
- علوم سیاسی
- قانون عمومی
- علوم توانبخشی
- مددکاری اجتماعی
- جامعه‌شناسی
- تحقیقات گردشگری

### دانشکده حقوق
- کارشناسی ارشد قوانین
- کارشناسی قوانین[۳]

## مطالعات علمی دانشگاه
- مطالعات در سطح بین‌المللی بر اساس آخرین تحقیقات متقابل انضباطی.
- اجرای برنامه‌های آموزشی در شمال و تخصص‌های موجود در مقطع کارشناسی، کارشناسی ارشد، و سطح تحصیلات دکتری.
- انتخاب گسترده‌ای از افراد زیر سن قانونی با تمرکز ویژه بر روی دادن مدارک حرفه‌ای و منحصر به فرد به آنها
- برنامه‌های مطالعات روش شناختی و زبان «سفارشی».
- تأسیس کتابخانهٔ مدرن به همراه ارائهٔ خدمات کتابخانه‌ای، پایگاه داده‌های انتشار و داده‌های الکترونیکی.
- انجام مطالعات پژوهشی در مرکز شمالگان و در کنار دانشگاه لاپلند در زمینهٔ پژوهش و آموزش گردشگری.
- ارشاد و راهنمایی به منظور پیش بردن برنامه‌ریزی‌های تحصیلی فرد.

## خدمات دانشجویی
- هر دانشجو به محض ورود به روانیمی با دانشجوی دیگری دیدار خواهد کرد که این دانشجو به عنوان راهنما به او کمک می‌کند تا با اولین گام از زندگی در لاپلاند آشنا شود.
- مسکن دانشجویی از طریق سازمان DAS به دانشجویان تعلق می‌گیرد.
- کارکنان با تجربه در بخش روابط بین‌الملل، مرکز زبان، خدمات ICT، کتابخانه و در تمامی رشته‌ها، آماده برای کمک به دانشجویان هستند.
- برنامه‌های آشنایی ۵ روزه برای دانشجویان بین‌المللی در آغاز پاییز و ترم بهار برگزار می‌شود.
- آدرس شخصی ایمیل، دسترسی به اینترنت و کامپیوتر و خدمات کتابخانه در اختیار دانشجویان قرار می‌گیرد.
- دسترسی به اینترنت بی‌سیم وای-فای در سراسر محوطه دانشگاه وجود دارد.
- ارائهٔ کارت اختصاصی دانشجویی به دانشجویان.
- برگزاری سمینارها، گردهمایی‌ها و جشن‌های بین‌المللی با حضور اساتید و دانشجویان مهمان از سایر کشورها.
- برگزاری جلسات ماهیانه به منظور معرفی فرهنگ کشورهای مختلف و آشنایی دانشجویان با زبان و فرهنگ یکدیگر.
- برگزاری کلاس‌های آموزش زبان فنلاندی و سایر زبان‌های خارجی در مرکز آموزش زبان.